# Dave Rodger
David Marsden „Dave” Rodger (ur. 18 czerwca 1955 w Hamilton) – nowozelandzki wioślarz, brązowy medalista olimpijski i wielokrotny medalista mistrzostw świata.

## Kariera
Wystąpił na igrzyskach olimpijskich w Montrealu w 1976, gdzie osada Nowej Zelandii w składzie: Ivan Sutherland, Trevor Coker, Peter Dignan, Lew Wilson, Joe Earl, Dave Rodger, Alec McLean, Tony Hurt i Simon Dickie (sternik) zdobyła brązowy medal. W finale o 5,22 sekundy szybsza była osada NRD, a o 2,69 wyprzedziła ich osada Wielkiej Brytanii. Nie wziął udziału w igrzyskach olimpijskich w Moskwie cztery lata później, w wyniku bojkotu tych zawodów przez reprezentację Nowej Zelandii. Wystartował za to na igrzyskach olimpijskich w Los Angeles w 1984, zajmując czwarte miejsce w ósemkach. Walkę o podium Nowozelandczycy przegrali tam z osadą Australii o 0,74 sekundy.
W ósemkach zdobywał również złoto na mistrzostwach świata w Lucernie (1982) i mistrzostwach świata w Duisburgu (1983) oraz brąz na mistrzostwach świata w Lucernie (1974), mistrzostwach świata w Nottingham (1975) i mistrzostwach świata w Cambridge (1978). Ponadto wywalczył srebrny medal w czwórkach bez sternika na mistrzostwach świata w Amsterdamie (1977).
Zdobywał mistrzostwo kraju w ósemkach w latach 1978 i 1981-1984, czwórkach ze sternikiem w 1978, czwórkach bez sternika w 1984 i 1985 oraz w dwójkach bez sternika w latach 1977, 1978 i 1981. Po zakończeniu kariery został trenerem wioślarstwa.
Jego żona, Dianne Zorn, była biegaczką długodystansową.